# Liste des plus grandes entreprises françaises
 (mars 2025).
La liste ci-dessous répertorie les plus grandes entreprises françaises par chiffre d'affaires.

## 2024
| Rang | Nom | Siège social | Chiffre d'affaires (millions $) | Bénéfice (millions $) | Employés | Branche | Classement mondial |
| ---- | --- | ------------ | ------------------------------- | --------------------- | -------- | ------- | ------------------ |
| 1.   |     |              |                                 |                       |          |         |                    |
| 2.   |     |              |                                 |                       |          |         |                    |
| 3.   |     |              |                                 |                       |          |         |                    |

## 2018
| Rang | Nom              | Siège social         | Chiffre d'affaires (millions $) | Bénéfice (millions $) | Employés | Branche                   | Classement mondial |
| ---- | ---------------- | -------------------- | ------------------------------- | --------------------- | -------- | ------------------------- | ------------------ |
| 1.   | TotalEnergies    | Courbevoie           | 184 752                         | 11 446                | 104 460  | Pétrole                   | 20                 |
| 2.   | Axa              | Paris                | 125 578                         | 2 526                 | 104 065  | Assurances                | 46                 |
| 3.   | Groupe Carrefour | Massy                | 91 955                          | −662                  | 363 862  | Commerce de détail        | 81                 |
| 4.   | Crédit agricole  | Paris                | 88 325                          | 5 193                 | 73 346   | Banque                    | 91                 |
| 5.   | BNP Paribas      | Paris                | 83 974                          | 8 882                 | 197 162  | Banque                    | 104                |
| 6.   | EDF              | Paris                | 81 403                          | 1 389                 | 165 790  | Énergie                   | 110                |
| 7.   | Engie            | Courbevoie           | 74 144                          | 1 219                 | 160 301  | Énergie                   | 126                |
| 8.   | Renault          | Boulogne-Billancourt | 67 764                          | 3 897                 | 183 002  | Automobile                | 143                |
| 9.   | Auchan Holding   | Croix                | 60 749                          | −1 351                | 340 577  | Commerce de détail        | 164                |
| 10.  | Société générale | Paris                | 58 390                          | 4 560                 | 140 250  | Banque                    | 174                |
| 11.  | Christian Dior   | Paris                | 55 263                          | 3 038                 | 141 914  | Luxe                      | 187                |
| 12.  | Vinci            | Rueil-Malmaison      | 52 345                          | 3 520                 | 211 233  | Construction              | 206                |
| 13.  | Finatis (en)     | Paris                | 52 272                          | −209                  | 218 923  | Commerce de détail        | 207                |
| 14.  | BPCE             | Paris                | 49 529                          | 3 571                 | 100 245  | Banque                    | 223                |
| 15.  | Saint-Gobain     | Courbevoie           | 49 300                          | 496                   | 181 001  | Matériaux de construction | 226                |
| 16.  | Orange           | Paris                | 48 337                          | 2 306                 | 150 711  | Télécommunications        | 228                |
| 17.  | CNP Assurances   | Paris                | 45 461                          | 1 613                 | 5 243    | Assurances                | 248                |
| 18.  | Bouygues         | Paris                | 42 179                          | 1 547                 | 129 275  | BTP, Télécommunications   | 287                |
| 19.  | Sanofi           | Paris                | 42 105                          | 5 082                 | 104 226  | Pharmaceutique            | 288                |

## 2017
| Rang | Nom                   | Siège social         | Chiffre d'affaires (millions $) | Bénéfice (millions $) | Employés | Branche                   | Dirigeant                 | Classement mondial |
| ---- | --------------------- | -------------------- | ------------------------------- | --------------------- | -------- | ------------------------- | ------------------------- | ------------------ |
| 1.   | Axa                   | Paris                | 149 461                         | 6 999                 | 95 728   | Assurances                | Thomas Buberl             | 27                 |
| 2.   | Total                 | Courbevoie           | 149 099                         | 8 631                 | 98 277   | Pétrole                   | Patrick Pouyanné          | 28                 |
| 3.   | BNP Paribas           | Paris                | 117 375                         | 8 746                 | 189 506  | Banque                    | Jean-Laurent Bonnafé      | 44                 |
| 4.   | Groupe Carrefour      | Boulogne-Billancourt | 91 276                          | -599                  | 378 923  | Commerce de détail        | Alexandre Bompard         | 68                 |
| 5.   | Crédit agricole       | Paris                | 84 222                          | 4 113                 | 73 707   | Banque                    | Philippe Brassac          | 82                 |
| 6.   | Électricité de France | Paris                | 78 490                          | 3 577                 | 151 073  | Énergie                   | Jean-Bernard Lévy         | 94                 |
| 7.   | Engie                 | Courbevoie           | 75 279                          | 1 604                 | 155 128  | Énergie                   | Isabelle Kocher           | 104                |
| 8.   | Groupe PSA            | Rueil-Malmaison      | 73 506                          | 2 174                 | 177 757  | Automobile                | Carlos Tavares            | 108                |
| 9.   | Société générale      | Paris                | 69 948                          | 3 163                 | 153 128  | Banque                    | Frédéric Oudéa            | 121                |
| 10.  | Renault               | Boulogne-Billancourt | 66 247                          | 5 765                 | 181 344  | Automobile                | Carlos Ghosn              | 134                |
| 11.  | BPCE                  | Paris                | 61 128                          | 3 409                 | 104 770  | Banque                    | François Pérol            | 151                |
| 12.  | Auchan Holding        | Croix                | 60 028                          | 310                   | 341 349  | Commerce de détail        | Vianney Mulliez           | 156                |
| 13.  | Finatis               | Paris                | 51 578                          | -67                   | 231 544  | Commerce de détail        | Didier Lévêque            | 196                |
| 14.  | CNP Assurances        | Paris                | 50 737                          | 1 448                 | 5 171    | Assurances                | Frédéric Lavenir (en)     | 201                |
| 15.  | Christian Dior        | Paris                | 49 221                          | 2 525                 | 131 310  | Luxe                      | Sidney Toledano           | 208                |
| 16.  | Orange                | Paris                | 46 324                          | 2 149                 | 151 556  | Télécommunications        | Stéphane Richard          | 225                |
| 17.  | Vinci                 | Rueil-Malmaison      | 46 302                          | 3 097                 | 194 428  | Construction              | Xavier Huillard           | 226                |
| 18.  | Saint-Gobain          | Courbevoie           | 46 002                          | 1 765                 | 179 149  | Matériaux de construction | Pierre-André de Chalendar | 231                |
| 19.  | Sanofi                | Paris                | 40 810                          | 9 507                 | 106 570  | Pharmaceutique            | Olivier Brandicourt       | 271                |
| 20.  | Bouygues              | Paris                | 37 259                          | 1 223                 | 115 530  | BTP, Télécommunications   | Martin Bouygues           | 307                |

## 2016
| Rang | Nom                   | Siège social         | Chiffre d'affaires (millions $) | Bénéfice (millions $) | Employés | Branche                   | Dirigeant                 | Classement mondial |
| ---- | --------------------- | -------------------- | ------------------------------- | --------------------- | -------- | ------------------------- | ------------------------- | ------------------ |
| 1.   | Axa                   | Paris                | 143 722                         | 6 446                 | 97 707   | Assurances                | Thomas Buberl             | 25                 |
| 2.   | Total                 | Courbevoie           | 127 925                         | 6 196                 | 102 168  | Pétrole                   | Patrick Pouyanné          | 30                 |
| 3.   | BNP Paribas           | Paris                | 109 026                         | 8 517                 | 184 839  | Banque                    | Jean-Laurent Bonnafé      | 43                 |
| 4.   | Groupe Carrefour      | Boulogne-Billancourt | 87 112                          | 825                   | 384 151  | Commerce de détail        | Georges Plassat           | 67                 |
| 5.   | Crédit agricole       | Paris                | 80 258                          | 3 915                 | 70 830   | Banque                    | Philippe Brassac          | 80                 |
| 6.   | Électricité de France | Paris                | 78 740                          | 3 153                 | 154 808  | Énergie                   | Jean-Bernard Lévy         | 82                 |
| 7.   | Engie                 | Courbevoie           | 73 692                          | -459                  | 153 090  | Énergie                   | Isabelle Kocher           | 93                 |
| 8.   | BPCE                  | Paris                | 70 517                          | 4 410                 | 102 827  | Banque                    | François Pérol            | 104                |
| 9.   | Société générale      | Paris                | 69 335                          | 4 284                 | 151 341  | Banque                    | Frédéric Oudéa            | 108                |
| 10.  | Groupe PSA            | Paris                | 59 749                          | 1 913                 | 175 341  | Automobile                | Carlos Tavares            | 140                |
| 11.  | Auchan Holding        | Croix                | 58 862                          | 652                   | 342 709  | Commerce de détail        | Wilhelm Hubner            | 146                |
| 12.  | Renault               | Boulogne-Billancourt | 56 667                          | 3 781                 | 124 849  | Automobile                | Carlos Ghosn              | 157                |
| 13.  | Finatis               | Paris                | 48 154                          | 688                   | 232 503  | Commerce de détail        | Didier Lévêque            | 197                |
| 14.  | CNP Assurances        | Paris                | 47 804                          | 1 327                 | 5 035    | Assurances                | Frédéric Lavenir (en)     | 200                |
| 15.  | Orange                | Paris                | 45 249                          | 3 246                 | 155 202  | Télécommunications        | Stéphane Richard          | 210                |
| 16.  | Saint-Gobain          | Courbevoie           | 43 231                          | 1 450                 | 172 696  | Matériaux de construction | Pierre-André de Chalendar | 225                |
| 17.  | Vinci                 | Rueil-Malmaison      | 42 771                          | 2 770                 | 183 487  | Construction              | Xavier Huillard           | 227                |
| 18.  | Christian Dior        | Paris                | 42 113                          | 1 740                 | 120 479  | Luxe                      | Sidney Toledano           | 234                |
| 19.  | Sanofi                | Paris                | 41 376                          | 5 207                 | 113 816  | Pharmaceutique            | Olivier Brandicourt       | 240                |
| 20.  | Bouygues              | Paris                | 35 277                          | 809                   | 117 997  | BTP, Télécommunications   | Martin Bouygues           | 300                |

## 2015
| Rang | Nom                   | Siège social         | Pays   | Chiffre d'affaires (millions $) | Bénéfice (millions $) | Employés | Branche                   | Directeur                 | Classement mondial |
| ---- | --------------------- | -------------------- | ------ | ------------------------------- | --------------------- | -------- | ------------------------- | ------------------------- | ------------------ |
| 1.   | Total                 | Courbevoie           | France | 143 421                         | 5 087                 | 96 019   | Pétrole                   | Patrick Pouyanné          | 24                 |
| 2.   | AXA                   | Paris                | France | 129 250                         | 6 231                 | 98 279   | Assurances                | Henri de Castries         | 33                 |
| 3.   | BNP Paribas           | Paris                | France | 111 531                         | 7 426                 | 181 551  | Banque                    | Jean-Laurent Bonnafé      | 39                 |
| 4.   | Société Générale      | Paris                | France | 107 736                         | 4 438                 | 151 149  | Banque                    | Frédéric Oudéa            | 43                 |
| 5.   | Groupe Carrefour      | Boulogne-Billancourt | France | 87 474                          | 1 087                 | 380 920  | Commerce de détail        | Georges Plassat           | 73                 |
| 6.   | Crédit Agricole       | Paris                | France | 84 099                          | 3 900                 | 71 499   | Banque                    | Philippe Brassac          | 77                 |
| 7.   | Électricité de France | Paris                | France | 83 202                          | 1 317                 | 156 312  | Énergie                   | Jean-Bernard Lévy         | 80                 |
| 8.   | Engie                 | Courbevoie           | France | 77 520                          | -5 122                | 154 935  | Énergie                   | Isabelle Kocher           | 89                 |
| 9.   | Groupe PSA            | Paris                | France | 60 651                          | 997                   | 187 347  | Automobile                | Carlos Tavares            | 140                |
| 10.  | Auchan                | Croix                | France | 60 158                          | 575                   | 337 737  | Commerce de détail        | Vianney Mulliez           | 144                |
| 11.  | BPCE                  | Paris                | France | 56 209                          | 3 596                 | 102 886  | Banque                    | François Pérol            | 155                |
| 12.  | Finatis               | Paris                | France | 51 960                          | -80                   | 330 433  | Commerce de détail        | Didier Lévêque            | 170                |
| 13.  | Renault               | Boulogne-Billancourt | France | 50 280                          | 3 132                 | 120 136  | Automobile                | Carlos Ghosn              | 178                |
| 14.  | CNP Assurances        | Paris                | France | 49 305                          | 1 254                 | 4 740    | Assurances                | Frédéric Lavenir (en)     | 182                |
| 15.  | Saint-Gobain          | Courbevoie           | France | 46 169                          | 1 437                 | 168 114  | Matériaux de construction | Pierre-André de Chalendar | 196                |
| 16.  | Orange                | Paris                | France | 44 651                          | 2 942                 | 156 191  | Télécommunication         | Stéphane Richard          | 204                |
| 17.  | Vinci                 | Rueil-Malmaison      | France | 43 618                          | 2 270                 | 185 452  | Construction              | Xavier Huillard           | 210                |
| 18.  | Christian Dior        | Paris                | France | 41 901                          | 2 840                 | 113 208  | Luxe                      | Sidney Toledano           | 228                |
| 19.  | Sanofi                | Paris                | France | 41 460                          | 4 756                 | 115 631  | Pharmaceutique            | Olivier Brandicourt       | 233                |
| 20.  | Bouygues              | Paris                | France | 36 074                          | 447                   | 120 254  | BTP, Télécommunication    | Martin Bouygues           | 280                |

## 2014
| Rang | Nom                           | Siège social         | Pays   | Chiffre d'affaires (millions $) | Bénéfice (millions $) | Employés | Branche                      | Directeur                 | Classement mondial |
| ---- | ----------------------------- | -------------------- | ------ | ------------------------------- | --------------------- | -------- | ---------------------------- | ------------------------- | ------------------ |
| 1.   | Total                         | Courbevoie           | France | 212 018                         | 4 244                 | 100 307  | Pétrole                      | Patrick Pouyanné          | 11                 |
| 2.   | AXA                           | Paris                | France | 161 173                         | 6 664                 | 96 279   | Assurances                   | Henri de Castries         | 20                 |
| 3.   | BNP Paribas                   | Paris                | France | 124 333                         | 208                   | 179 603  | Banque                       | Jean Lemierre             | 42                 |
| 4.   | Société générale              | Paris                | France | 118 232                         | 3 571                 | 153 836  | Banque                       | Frédéric Oudéa            | 49                 |
| 5.   | Crédit agricole               | Montrouge            | France | 106 198                         | 3 104                 | 72 567   | Banque                       | Philippe Brassac          | 58                 |
| 6.   | Groupe Carrefour              | Boulogne-Billancourt | France | 101 238                         | 1 656                 | 381 227  | Commerce de détail           | Georges Plassat           | 64                 |
| 7.   | GDF Suez                      | Courbevoie           | France | 99 073                          | 3 236                 | 152 882  | Énergie                      | Gérard Mestrallet         | 73                 |
| 8.   | EDF                           | Paris                | France | 96 669                          | 4 909                 | 148 024  | Énergie                      | Jean-Bernard Levy         | 78                 |
| 9.   | PSA Peugeot Citroën           | Paris                | France | 71 111                          | -936                  | 189 786  | Automobile                   | Carlos Tavares            | 128                |
| 10.  | Groupe Auchan                 | Roubaix              | France | 70 908                          | 761                   | 330 680  | Commerce de détail           | Vianney Mulliez           | 129                |
| 11.  | BPCE                          | Paris                | France | 68 986                          | 3 856                 | 108 565  | Banque                       | François Pérol            | 134                |
| 12.  | Finatis (Euris/Rallye/Casino) | Paris                | France | 65 222                          | -10                   | 340 060  | Holding / Commerce de détail | Didier Lévêque            | 148                |
| 13.  | CNP Assurances                | Paris                | France | 59 648                          | 1 432                 | 4 705    | Assurances                   | Frédéric Lavenir          | 166                |
| 14.  | Renault                       | Paris                | France | 54 460                          | 2 507                 | 117 395  | Automobile                   | Carlos Ghosn              | 191                |
| 15.  | Saint-Gobain                  | Courbevoie           | France | 54 459                          | 1 264                 | 181 742  | Matériaux de construction    | Pierre-André de Chalendar | 192                |
| 16.  | Orange                        | Paris                | France | 52 325                          | 1 227                 | 156 233  | Télécommunication            | Stéphane Richard          | 199                |
| 17.  | Vinci                         | Rueil-Malmaison      | France | 51 992                          | 3 297                 | 185 293  | Construction                 | Xavier Huillard           | 200                |
| 18.  | Sanofi                        | Paris                | France | 45 246                          | 5 823                 | 113 496  | Pharmaceutique               | Olivier Brandicourt       | 241                |
| 19.  | Bouygues                      | Paris                | France | 44 100                          | 1 070                 | 127 470  | BTP, Télécommunication       | Martin Bouygues           | 244                |
| 20.  | Christian Dior                | Paris                | France | 42 031                          | 1 933                 | 107 012  | luxe                         | Bernard Arnault           | 261                |

## 2013
| Rang | Nom                 | Siège social          | Pays   | Chiffre d'affaires (millions $) | Bénéfice (millions $) | Employés | Branche                   | Directeur                 | Classement mondial |
| ---- | ------------------- | --------------------- | ------ | ------------------------------- | --------------------- | -------- | ------------------------- | ------------------------- | ------------------ |
| 1.   | Total               | Courbevoie            | France | 227 882                         | 11 204                | 97 126   | Pétrole                   | Christophe de Margerie    | 11                 |
| 2.   | AXA                 | Paris                 | France | 165 893                         | 5 950                 | 94 364   | Assurances                | Henri de Castries         | 16                 |
| 3.   | Société générale    | Paris                 | France | 132 711                         | 2 887                 | 157 000  | Banque                    | Frédéric Oudéa            | 32                 |
| 4.   | BNP Paribas         | Paris                 | France | 121 939                         | 6 414                 | 198 400  | Banque                    | Baudouin Prot             | 40                 |
| 5.   | GDF Suez            | Courbevoie            | France | 118 551                         | -12 331               | 138 200  | Energie                   | Gérard Mestrallet         | 44                 |
| 6.   | Groupe Carrefour    | Boulogne-Billancourt  | France | 101 790                         | 1 676                 | 471 735  | Commerce de détail        | Georges Plassat           | 65                 |
| 7.   | EDF                 | Paris                 | France | 100 355                         | 4 669                 | 159 740  | Energie                   | Henri Proglio             | 70                 |
| 8.   | Crédit agricole     | Montrouge             | France | 93 618                          | 3 325                 | 150 000  | Banque                    | Jean-Paul Chifflet        | 83                 |
| 9.   | PSA Peugeot Citroën | Paris                 | France | 71 807                          | -3 076                | 202 100  | Automobile                | Carlos Tavares            | 119                |
| 10.  | BPCE                | Paris                 | France | 66 428                          | 3 543                 | 202 100  | Banque                    | François Pérol            | 136                |
| 11.  | Foncière Euris      | Paris                 | France | 65 463                          | 119                   | NC       | Holding                   | Jean-Charles Naouri       | 144                |
| 12.  | Groupe Auchan       | Roubaix               | France | 63 825                          | 1 018                 | 287 000  | Commerce de détail        | Vianney Mulliez           | 149                |
| 13.  | CNP Assurances      | Paris                 | France | 56 590                          | 1 367                 | 2 588    | Assurances                | Frédéric Lavenir          | 175                |
| 14.  | Saint-Gobain        | Courbevoie            | France | 55 790                          | 789                   | 192 800  | Matériaux de construction | Pierre-André de Chalendar | 180                |
| 15.  | Vinci               | Rueil-Malmaison       | France | 54 420                          | 2 604                 | 183 320  | Construction              | Xavier Huillard           | 188                |
| 16.  | Orange              | Paris                 | France | 54 404                          | 2 486                 | 170 000  | Télécommunication         | Stéphane Richard          | 189                |
| 17.  | Renault             | Paris                 | France | 54 339                          | 778                   | 127 086  | Automobile                | Carlos Ghosn              | 190                |
| 18.  | Bouygues            | Paris                 | France | 44 395                          | -1 005                | 128 067  | BTP, Télécommunication    | Martin Bouygues           | 235                |
| 19.  | Sanofi              | Paris                 | France | 44 215                          | 4 934                 | 110 000  | Pharmaceutique            | Christopher Viehbacher    | 235                |
| 20.  | SNCF                | La Plaine Saint-Denis | France | 42 790                          | -239                  | 250 000  | Transport ferroviaire     | Guillaume Pepy            | 253                |

## 2012
| Rang | Nom                   | Siège social          | Pays   | Chiffre d'affaires (millions $) | Bénéfice (millions $) | Employés | Branche                   | Directeur                 | Classement mondial |
| ---- | --------------------- | --------------------- | ------ | ------------------------------- | --------------------- | -------- | ------------------------- | ------------------------- | ------------------ |
| 1.   | Total SA              | Courbevoie            | France | 234 277                         | 13 743                | 97 126   | Pétrole                   | Christophe de Margerie    | 10                 |
| 2.   | AXA                   | Paris                 | France | 154 571                         | 5 335                 | 94 364   | Assurances                | Henri de Castries         | 20                 |
| 3.   | GDF Suez              | Courbevoie            | France | 124 706                         | 1 991                 | 236 156  | Energie                   | Gérard Mestrallet         | 37                 |
| 4.   | BNP Paribas           | Paris                 | France | 123 029                         | 8 421                 | 188 551  | Banque                    | Jean-Laurent Bonnafé      | 41                 |
| 5.   | Groupe Carrefour      | Boulogne-Billancourt  | France | 105 996                         | 1 584                 | 364 969  | Commerce de détail        | Georges Plassat           | 59                 |
| 6.   | Société générale      | Paris                 | France | 105 064                         | 994                   | 154 009  | Banque                    | Frédéric Oudéa            | 61                 |
| 7.   | Crédit agricole       | Montrouge             | France | 95 181                          | -8 316                | 79 282   | Banque                    | Jean-Paul Chifflet        | 73                 |
| 8.   | Électricité de France | Paris                 | France | 93 466                          | 4 261                 | 159 740  | Energie                   | Henri Proglio             | 77                 |
| 9.   | PSA Peugeot Citroën   | Paris                 | France | 71 255                          | -6 438                | 204 287  | Automobile                | Philippe Varin            | 121                |
| 10.  | BPCE                  | Paris                 | France | 66 973                          | 2 759                 | 116 791  | Banque                    | -                         | 133                |
| 11.  | Groupe Auchan         | Roubaix               | France | 60 312                          | 843                   | 287 039  | Commerce de détail        | Vianney Mulliez           | 152                |
| 12.  | CNP Assurances        | Paris                 | France | 55 934                          | 1 222                 | 4 842    | Assurances                | Frédéric Lavenir          | 169                |
| 13.  | Orange                | Paris                 | France | 55 922                          | 1 053                 | 170 531  | Télécommunication         | Stéphane Richard          | 170                |
| 14.  | Saint-Gobain          | Courbevoie            | France | 55 515                          | 984                   | 192 781  | Matériaux de construction | Pierre-André de Chalendar | 171                |
| 15.  | Foncière Euris        | Paris                 | France | 54 830                          | 236                   | 321386   | Holding                   | Michel Savart             | 175                |
| 16.  | Renault               | Paris                 | France | 53 037                          | 2 277                 | 127 086  | Automobile                | Carlos Ghosn              | 184                |
| 17.  | Vinci                 | Rueil-Malmaison       | France | 49 649                          | 2 463                 | 192 701  | Construction              | Xavier Huillard           | 203                |
| 18.  | Sanofi                | Paris                 | France | 46 209                          | 6 383                 | 111 974  | Pharmaceutique            | Christopher Viehbacher    | 219                |
| 29.  | SNCF                  | La Plaine Saint-Denis | France | 43 463                          | 492                   | 249 343  | Transport ferroviaire     | Guillaume Pepy            | 238                |
| 20.  | Bouygues              | Paris                 | France | 43 249                          | 813                   | 133 780  | BTP, Télécommunication    | Martin Bouygues           | 240                |

## 2011
| Rang | Nom                  | Siège social          | Pays   | Chiffre d'affaires (millions $) | Employés | Branche                   | Directeur              | Classement mondial |
| ---- | -------------------- | --------------------- | ------ | ------------------------------- | -------- | ------------------------- | ---------------------- | ------------------ |
| 1.   | Total SA             | Courbevoie            | France | 231 579                         | 96 104   | Pétrole                   | Christophe de Margerie | 11                 |
| 2.   | AXA                  | Paris                 | France | 142 711                         | 96 999   | Assurances                | Henri de Castries      | 25                 |
| 3.   | BNP Paribas          | Paris                 | France | 127 460                         | 198 423  | Banque                    | -                      | 30                 |
| 4.   | GDF Suez             | Courbevoie            | France | 126 076                         | 240 303  | Energie                   | -                      | 33                 |
| 5.   | Groupe Carrefour     | Boulogne-Billancourt  | France | 121 734                         | 412 443  | Commerce de détail        | Georges Plassat        | 39                 |
| 6.   | Société générale     | Paris                 | France | 98 463                          | 159 616  | Banque                    | -                      | 67                 |
| 7.   | BPCE                 | Paris                 | France | 75 081                          | 117 381  | Banque                    | -                      | 103                |
| 8.   | Groupe Auchan        | Roubaix               | France | 61 698                          | 269 188  | Commerce de détail        | Vianney Mulliez        | 149                |
| 9.   | Renault              | Paris                 | France | 59 272                          | 128 322  | Automobile                | Carlos Ghosn           | 158                |
| 10.  | Saint-Gobain         | Courbevoie            | France | 58 560                          | 194 658  | Matériaux de construction | -                      | 161                |
| 11.  | CNP Assurances       | Paris                 | France | 51 521                          | 4 800    | Assurances                | Gilles Benoist         | 182                |
| 12.  | Vinci                | Rueil-Malmaison       | France | 51 385                          | 183 320  | Construction              | Xavier Huillard        | 183                |
| 13.  | Sanofi               | Paris                 | France | 48 746                          | 113 719  | Pharmaceutique            | Christopher Viehbacher | 201                |
| 14.  | Veolia Environnement | Paris                 | France | 48 485                          | 258 400  | Services                  | -                      | 202                |
| 15.  | Bouygues             | Paris                 | France | 45 669                          | 130 827  | BTP, Télécommunication    | Martin Bouygues        | 218                |
| 16.  | SNCF                 | La Plaine Saint-Denis | France | 45 587                          | 245 090  | Transport ferroviaire     | Guillaume Pepy         | 219                |
| 17.  | Vivendi              | Paris                 | France | 40 063                          | 58 318   | Communication             | -                      | 257                |
| 18.  | La Poste             | Paris                 | France | 34 267                          | 268 822  | Distribution de courrier  | Jean-Paul Bailly       | 320                |
| 19.  | Christian Dior       | Paris                 | France | 34 244                          | 84 497   | Mode                      | Sidney Toledano        | 322                |
| 20.  | Air France-KLM       | Paris                 | France | 34 001                          | 101 222  | Transport aérien          | Jean-Cyril Spinetta    | 324                |

## 2010
| Rang | Nom                  | Siège social         | Pays   | Chiffre d'affaires (Mio. $) | Bénéfice (Mio. $) | Employés | Branche                   | Directeur              |
| 1.   | Total                | Courbevoie           | France | 186 055,0                   | 14 000,9          | 92 855   | Pétrole                   | Christophe de Margerie |
| 2.   | AXA                  | Paris                | France | 162 235,9                   | 3 640,9           | 102 957  | Assurances                | Henri de Castries      |
| 3.   | BNP Paribas          | Paris                | France | 128 725,7                   | 10 387,7          | 205 300  | Banque                    | Baudouin Prot          |
| 4.   | Groupe Carrefour     | Boulogne-Billancourt | France | 120 296,8                   | 573,5             | 471 755  | Commerce de détail        | Lars Olofsson          |
| 5.   | GDF Suez             | Courbevoie           | France | 111 887,8                   | 6 113,7           | 236 116  | Energie                   | Gérard Mestrallet      |
| 6.   | Crédit agricole      | Paris                | France | 105 003,3                   | 1 672,8           | 87 520   | Banque                    | Jean-Paul Chifflet     |
| 7.   | EDF                  | Paris                | France | 86 308,5                    | 1 351,0           | 158 842  | Energie                   | Henri Proglio          |
| 8.   | Société générale     | Paris                | France | 84 349,6                    | 5 187,9           | 155 617  | Banque                    | Frédéric Oudéa         |
| 9.   | Renault              | Boulogne-Billancourt | France | 51 615,6                    | 4 529,7           | 124 749  | Automobile                | Carlos Ghosn           |
| 10.  | Veolia Environnement | Paris                | France | 47 169,5                    | 769,6             | 287 043  | Services                  | Antoine Frérot         |
| 17.  | Sanofi-Aventis       | Paris                | France | 45 055,5                    | 7 240,8           | 101 575  | Ent. Pharmaceutique       | Christopher Viehbacher |
| 18.  | Vinci                | Rueil-Malmaison      | France | 44 204,9                    | 2 352,1           | 179 527  | Construction              | Xavier Huillard        |
| 19.  | Bouygues             | Paris                | France | 41 547,0                    | 1 418,5           | 133 456  | BTP, Télécommunication    | Martin Bouygues        |
| 20.  | SNCF                 | Paris                | France | 40 574,9                    | 923,1             | 240 978  | Transport ferroviaire     | Guillaume Pepy         |
| 21.  | Foncière Euris       | Paris                | France | 39 449,1                    | 19,9              | 175 382  | Commerce                  | Pierre Feraud          |
| 22.  | Vivendi              | Paris                | France | 38 247,8                    | 2 911,2           | 51 272   | Communication             | Jean-Bernard Lévy      |
| 23.  | La Poste             | Paris                | France | 31 377,8                    | 728,5             | 276 555  | Distribution de courrier  | Jean-Paul Bailly       |
| 24.  | Air France-KLM       | Paris                | France | 31 199,5                    | 809,6             | 102 012  | Transport aérien          | Pierre-Henri Gourgeon  |
| 25.  | Christian Dior       | Paris                | France | 27 976,6                    | -                 | -        | Mode                      | Bernard Arnault        |
| 26.  | Alstom               | Levallois-Perret     | France | 27 634,7                    | 610.2             | -        | Construction              | Patrick Kron           |
| 27.  | Schneider Electric   | Rueil-Malmaison      | France | 25 932,9                    | 2 278,1           | 123 482  | Électronique              | Jean-Pascal Tricoire   |
| 28.  | L'Oréal              | Clichy               | France | 25 821,4                    | 2 966,4           | 66 619   | Cosmétique                | Jean-Paul Agon         |
| 29.  | Michelin             | Clermont-Ferrand     | France | 23 695,9                    | 1 388,0           | 111 090  | Pneumatique               | Michel Rollier         |
| 30.  | Groupama             | Paris                | France | 23 143,6                    | 512,6             | 38 500   | Assurances                | Jean Azéma             |
| 31.  | PPR                  | Paris                | France | 23 101,2                    | 1 277,4           | 60 066   | Luxe                      | François-Henri Pinault |
| 32.  | Danone               | Paris                | France | 22 529,1                    | 2 476,7           | 100 995  | Agro-alimentaire          | Franck Riboud          |
| 33.  | Lafarge              | Paris                | France | 21 415,2                    | 1 095,3           | 67 036   | Matériaux de construction | Bruno Lafont           |
| 34.  | Alcatel-Lucent       | Paris                | France | 21 186,1                    | -442,4            | 79 796   | Télécommunication         | Ben Verwaayen          |
| 35.  | Sodexo               | Issy-les-Moulineaux  | France | 20 793,9                    | 557,5             | 379 137  | Service                   | Michel Landel          |

## 2009
| Rang | Nom                  | Siège social         | Pays   | Chiffre d'affaires (Mio. $) | Bénéfice (Mio. $) | Employés | Branche                   | Directeur                 | Évolution CA 2008 |
| 1.   | Total                | Courbevoie           | France | 155 877,0                   | 11 741,0          | 96 387   | Pétrole                   | Christophe de Margerie    | (-1)              |
| 2.   | BNP Paribas          | Paris                | France | 130 708,0                   | 8 106,0           | 182 459  | Banque                    | Baudouin Prot             | (-1)              |
| 3.   | Groupe Carrefour     | Boulogne-Billancourt | France | 121 452,0                   | 454,0             | 475 976  | Commerce de détail        | Georges Plassat           | (-1)              |
| 4.   | AXA                  | Paris                | France | 118 700,0                   | 3 586,0           | 103 432  | Assurances                | Henri de Castries         | (+4)              |
| 5.   | GDF Suez             | Paris                | France | 111 069,0                   | 6 223,0           | 242 714  | Énergie                   | Gérard Mestrallet         | (+1)              |
| 6.   | Crédit agricole      | Paris                | France | 106 538,0                   | 1 564,0           | 89 172   | Banque                    | Jean-Paul Chifflet        | (-1)              |
| 7.   | EDF                  | Paris                | France | 92 204,0                    | 5 428,0           | 164 250  | Énergie                   | Henri Proglio             |                   |
| 8.   | Société générale     | Paris                | France | 84 157,0                    | 942,0             | 156 681  | Banque                    | Frédéric Oudéa            | (-4)              |
| 9.   | BPCE                 | Paris                | France | 76 464,0                    | 746,0             | 127 000  | Banque                    | François Pérol            | NC                |
| 10.  | PSA Peugeot Citroën  | Paris                | France | 67 297,0                    | -1 614,0          | 186 220  | Automobile                | Philippe Varin            | (-1)              |
| 11.  | CNP Assurances       | Paris                | France | 66 556,0                    | 1 396,0           | 4 600    | Assurances                | Gilles Benoist            | (+9)              |
| 12.  | France Télécom       | Paris                | France | 63 860,0                    | 4 166,0           | 178 400  | Télécommunication         | Stéphane Richard          | (-2)              |
| 13.  | Auchan               | Croix                | France | 55 141,0                    | 919,0             | 242 831  | Commerce de détail        | Christophe Dubrulle       |                   |
| 14.  | Saint-Gobain         | Courbevoie           | France | 52 521,0                    | 281,0             | 191 442  | Materiaux de construction | Pierre-André de Chalendar | (-3)              |
| 15.  | Veolia Environnement | Paris                | France | 49 142,0                    | 812,0             | 291 000  | Services                  | Antoine Frérot            |                   |
| 16.  | Renault              | Boulogne-Billancourt | France | 46 858,0                    | -4 344,0          | 124 307  | Automobile                | Carlos Ghosn              | (-2)              |
| 17.  | Vinci                | Rueil-Malmaison      | France | 44 378,0                    | 2 218,0           | 161 746  | Construction              | Xavier Huillard           | (-1)              |
| 18.  | Bouygues             | Paris                | France | 43 579,0                    | 1 833,0           | 133 971  | BTP, Télécommunication    | Martin Bouygues           | (-1)              |
| 19.  | Sanofi-Aventis       | Paris                | France | 43 405,0                    | 7 318,0           | 104 867  | Ent. Pharmaceutique       | Christopher Viehbacher    |                   |
| 20.  | Foncière Euris       | Paris                | France | 40 385,0                    | 58,0              | 168 047  | Commerce                  | Pierre Feraud             | (-2)              |
| 21.  | Vivendi              | Paris                | France | 37 712,1                    | 1 153,7           | 49 004   | Communication             | Jean-Bernard Lévy         |                   |
| 22.  | SNCF                 | Paris                | France | 34 584,7                    | -1 362,2          | 200 097  | Transport ferroviaire     | Guillaume Pepy            |                   |
| 23.  | Air France-KLM       | Roissy-en-France     | France | 29 643,6                    | -2 200,8          | 104 721  | Transport aérien          | Pierre-Henri Gourgeon     |                   |
| 24.  | La Poste             | Paris                | France | 28 531,5                    | 738,1             | 287 174  | Distribution de courrier  | Jean-Paul Bailly          | (+1)              |
| 25.  | Alstom               | Levallois-Perret     | France | 27 739,3                    | 1 718,0           | 76 620   | Construction              | Patrick Kron              | (+3)              |
| 26.  | PPR                  | Paris                | France | 26 533,9                    | 1 368,5           | 73 245   | Luxe                      | François-Henri Pinault    | (-2)              |
| 27.  | Groupama             | Paris                | France | 25 538,9                    | 917,4             | 22 372   | Assurances                | Jean Azéma                | (+8)              |
| 28.  | Christian Dior       | Paris                | France | 24 664,7                    | 966,0             | 80 510   | Haute couture             | Sidney Toledano           | (+1)              |
| 29.  | L'Oréal              | Clichy               | France | 24 286,0                    | 2 491,1           | 64 643   | Cosmétique                | Jean-Paul Agon            | (+1)              |
| 30.  | Lafarge              | Paris                | France | 22 078,0                    | 1 023,0           | 68 765   | Matériaux de construction | Bruno Lafont              | (-4)              |
| 31.  | Schneider Electric   | Rueil-Malmaison      | France | 21 951,5                    | 1 184,2           | 116 065  | Électronique              | Jean-Pascal Tricoire      | (-4)              |
| 32.  | Alcatel-Lucent       | Paris                | France | 21 067,5                    | -728,3            | 78 373   | Télécommunication         | Ben Verwaayen             | (-1)              |
| 33.  | Danone               | Paris                | France | 20 824,2                    | 1 891,7           | 80 976   | Agro-alimentaire          | Franck Riboud             |                   |
| 34.  | Michelin             | Clermont-Ferrand     | France | 20 581,0                    | 147,3             | 109 193  | Pneumatique               | Michel Rollier            | (-2)              |
| 35.  | Sodexo               | Issy-les-Moulineaux  | France | 19 817,6                    | 530,5             | 379 749  | Service                   | Michel Landel             | (+1)              |
| 36.  | Areva                | Paris                | France | 19 548,3                    | 767,3             | 79 444   | Énergie                   | Luc Oursel                | (+2)              |
| 37.  | Eiffage              | Asnières-sur-Seine   | France | 18 957,5                    | 264,1             | 70 000   | Construction              | Jean-François Roverato    |                   |
| 38.  | Thales               | Neuilly-sur-Seine    | France | 17 904,6                    | -280,5            | 64 285   | Électronique              | Luc Vigneron              | NC                |
| 39.  | Suez Environnement   | Paris                | France | 17 091,4                    | 560,1             | 65 895   | Services                  | Jean-Louis Chaussade      | NC                |

## 2008
| Rang | Nom                     | Siège social         | Pays   | Chiffre d'affaires (Mio. $) | Bénéfice (Mio. $) | Employés | Branche                   |
| 1.   | Total                   | Courbevoie           | France | 234 674,0                   | 15 500,0          | 96 959   | Pétrole                   |
| 2.   | BNP Paribas             | Paris                | France | 136 096,0                   | 4 422,0           | 154 069  | Banque                    |
| 3.   | Groupe Carrefour        | Levallois-Perret     | France | 129 134,0                   | 1 862,0           | 495 287  | Commerce de détail        |
| 4.   | Société générale        | Paris                | France | 104 378,0                   | 2 942,0           | 163 042  | Banque                    |
| 5.   | Crédit agricole         | Paris                | France | 103 582,0                   | 1 499,0           | 88 933   | Banque                    |
| 6.   | GDF Suez                | Paris                | France | 99 419,0                    | 7 109,0           | 234 653  | Énergie                   |
| 7.   | EDF                     | Paris                | France | 94 084,0                    | 4 976,0           | 155 931  | Énergie                   |
| 8.   | AXA                     | Paris                | France | 80 257,0                    | 1 351,0           | 109 304  | Assurance                 |
| 9.   | PSA                     | Paris                | France | 79 560,0                    | -502,0            | 201 700  | Automobile                |
| 10.  | France Télécom          | Paris                | France | 78 290,0                    | 5 956,0           | 182 793  | Télécommunication         |
| 11.  | Saint-Gobain            | Courbevoie           | France | 64 109,0                    | 2 017,0           | 209 075  | Materiaux de construction |
| 12.  | Groupe Caisse d'épargne | Paris                | France | 61 551,0                    | -2 949,0          | 51 739   | Banque                    |
| 13.  | Auchan                  | Croix                | France | 57 792,0                    | 1 064,0           | 209 099  | Commerce de détail        |
| 14.  | Renault                 | Boulogne-Billancourt | France | 55 314,0                    | 836,0             | 129 068  | Automobile                |
| 15.  | Veolia environnement    | Paris                | France | 53 901,0                    | 593,0             | 297 965  | Services                  |
| 16.  | Vinci                   | Rueil-Malmaison      | France | 48 972,0                    | 2 329,0           | 164 057  | Construction              |
| 17.  | Bouygues                | Paris                | France | 47 882,0                    | 836,0             | 145 150  | BTP, Télécommunication    |
| 18.  | Foncière Euris          | Paris                | France | 43 133,0                    | -152,0            | 178 331  | Commerce                  |
| 19.  | Sanofi-Aventis          | Paris                | France | 42 179,0                    | 5 637,0           | 98 213   | Ent. Pharmaceutique       |
| 20.  | CNP Assurances          | Paris                | France | 38 482,0                    | 1 069,0           | 4 300    | Assurances                |

## 2006
Classement selon le chiffre d'affaires (en millions d'euros, 2006)

| Rang | Société                                              | Secteurs                    | C.A. (M€) |
| ---- | ---------------------------------------------------- | --------------------------- | --------- |
| 1    | Total                                                | pétrole                     | 153 802   |
| 2    | Carrefour                                            | distribution                | 74 497    |
| 3    | Axa                                                  | assurances                  | 71 671    |
| 4    | PSA Peugeot Citroën                                  | automobiles                 | 56 267    |
| 5    | Électricité de France (EDF)                          | électricité                 | 51 051    |
| 6    | France Télécom                                       | télécommunications          | 49 038    |
| 7    | Suez                                                 | eaux, BTP, services         | 41 488    |
| 8    | Renault                                              | automobiles                 | 41 388    |
| 9    | Saint-Gobain                                         | matériaux, emballages       | 35 110    |
| 10   | Auchan                                               | distribution                | 33 608    |
| 11   | Les Mousquetaires                                    | distribution                | 30 350    |
| 12   | E.Leclerc                                            | hypermarchés                | 30 150    |
| 13   | Sanofi Aventis                                       | pharmacie                   | 27 311    |
| 14   | CNP Assurances                                       | assurances                  | 26 465    |
| 15   | Groupe Crédit Agricole                               | mutualiste                  | 25 949    |
| 16   | Veolia Environnement                                 | services                    | 25 244    |
| 17   | Bouygues                                             | bâtiment                    | 24 073    |
| 18   | Rallye                                               | distribution                | 23 535    |
| 19   | Casino Guichard Perrachon                            | hypermarchés                | 22 806    |
| 20   | Gaz de France (GDF)                                  | énergie                     | 22 394    |
| 21   | Airbus                                               | aéronautique                | 22 300    |
| 22   | BNP Paribas                                          | banque                      | 21 854    |
| 23   | VINCI                                                | bâtiment                    | 21 543    |
| 24   | Air France-KLM                                       | transport                   | 21 450    |
| 25   | Groupe Louis Dreyfus                                 | négoce                      | 21 000    |
| 26   | Société nationale des chemins de fer français (SNCF) | transport                   | 20 994    |
| 27   | Vivendi                                              | communication               | 19 484    |
| 28   | La Poste                                             | services                    | 19 329    |
| 29   | Société générale                                     | banque                      | 19 170    |
| 30   | Predica                                              | assurances                  | 18 800    |
| 31   | Pinault-Printemps-Redoute (PPR)                      | distribution                | 17 765    |
| 32   | Assurances générales de France                       | assurances                  | 17 600    |
| 33   | Lafarge                                              | matériaux                   | 15 969    |
| 34   | Michelin                                             | pneumatiques                | 15 590    |
| 35   | Système U                                            | distribution                | 15 140    |
| 36   | L'Oréal                                              | cosmétiques                 | 14 532    |
| 37   | LVMH                                                 | luxe                        | 13 910    |
| 38   | Crédit agricole                                      | banque                      | 13 693    |
| 39   | Groupama                                             | assurances                  | 13 500    |
| 40   | Alstom                                               | matériel                    | 13 413    |
| 41   | Generali France                                      | assurances                  | 13 400    |
| 42   | Alcatel                                              | électronique                | 13 135    |
| 43   | Groupe Danone                                        | alimentation                | 13 024    |
| 44   | Lagardère                                            | aéronautique                | 13 013    |
| 45   | BNP Paribas Assurances                               | assurances                  | 13 000    |
| 46   | Schneider Electric                                   | matériel                    | 11 700    |
| 47   | Sodexho Alliance                                     | hôtellerie                  | 11 672    |
| 48   | Esso SAF                                             | pétrole                     | 11 482    |
| 49   | Faurecia                                             | automobiles                 | 10 978    |
| 50   | Safran                                               | haute technologie           | 10 577    |
| 51   | Air liquide                                          | gaz industriels et médicaux | 10 434    |
| 52   | Groupe Caisse d'épargne                              | banque                      | 10 301    |
| 53   | Thales                                               | électronique                | 10 263    |
| 54   | Areva                                                | énergie                     | 10 125    |
| 55   | TNT Express France                                   | transport                   | 10 100    |
| 56   | Valeo                                                | automobiles                 | 10 033    |
| 57   | Cora                                                 | distribution                | 10 000    |
| 58   | Crédit Mutuel                                        | mutualiste                  | 9 600     |
| 59   | Colas                                                | travaux                     | 9 541     |
| 60   | Vinci Construction                                   | bâtiment                    | 8 958     |
| 61   | La Française des jeux                                | loisirs                     | 8 925     |
| 62   | Veolia Eau                                           | services                    | 8 900     |
| 63   | Nissan Europe                                        | concessionnaire             | 8 736     |
| 64   | SFR                                                  | télécoms                    | 8 638     |
| 65   | Eiffage                                              | bâtiment                    | 8 433     |
| 66   | Shell                                                | pétrole                     | 8 383     |
| 67   | Groupe Banque populaire                              | banque                      | 8 242     |
| 68   | PMU                                                  | loisirs                     | 8 010     |
| 69   | BP France                                            | pétrole                     | 7 938     |
| 70   | Lagardère Media                                      | médias                      | 7 901     |
| 71   | Sonepar                                              | matériel                    | 7 700     |
| 72   | Accor                                                | hôtellerie                  | 7 622     |
| 73   | Assurances du Crédit Mutuel                          | assurances                  | 7 445     |
| 74   | Rexel                                                | matériel                    | 7 377     |
| 75   | OCP                                                  | pharmacie                   | 7 068     |
| 76   | Capgemini                                            | services                    | 6 954     |
| 77   | Leroy Merlin                                         | distribution                | 6 777     |
| 78   | Eurovia                                              | travaux                     | 6 457     |
| 79   | Aviva                                                | assurances                  | 6 300     |
| 80   | Lactalis                                             | alimentation                | 6 250     |
| 81   | Crédit Mutuel centre est Europe                      | banque                      | 6 141     |
| 82   | Bouygues Construction                                | bâtiment                    | 6 100     |
| 83   | Hewlett-Packard France                               | informatique                | 6 096     |
| 84   | Groupe Point.P                                       | matériaux                   | 6 000     |
| 85   | Dexia                                                | banque                      | 5 976     |
| 86   | CMA-CGM                                              | transport                   | 5 950     |
| 87   | Thomson                                              | électronique                | 5 691     |
| 88   | Atos Origin                                          | services                    | 5 500     |
| 89   | Cora France                                          | distribution                | 5 497     |
| 90   | Nexans                                               | matériel                    | 5 449     |
| 91   | Bolloré Investissement                               | services                    | 5 445     |
| 92   | Dalkia France                                        | services                    | 5 400     |
| 93   | Technip                                              | équipement                  | 5 376     |
| 94   | Nestlé France                                        | alimentation                | 5 288     |
| 95   | Alliance Santé                                       | pharmacie                   | 5 191     |
| 96   | Rhodia                                               | chimie                      | 5 085     |
| 97   | Caisse des dépôts                                    |                             | 5 028     |
| 98   | Galeries Lafayette                                   | magasins                    | 4 943     |
| 99   | Calyon                                               | banque                      | 4 938     |
| 100  | Groupe Ac2 inc                                       | Holding                     | 4 807     |

## 2003
| Rang | Société                        | Secteurs                                                    | Chiffre d'affaires |
| ---- | ------------------------------ | ----------------------------------------------------------- | ------------------ |
| 1    | Total                          | pétrole et chimie                                           | 103 540            |
| 2    | Axa                            | assurance                                                   | 74 727             |
| 3    | Groupe Carrefour               | distribution                                                | 68 728             |
| 4    | Vivendi Universal              | communication                                               | 58 150             |
| 5    | PSA Peugeot Citroën            | automobiles                                                 | 54 436             |
| 6    | EDF                            | électricité                                                 | 48 359             |
| 7    | France Télécom                 | télécommunications                                          | 46 630             |
| 8    | Suez                           | eaux, BTP, services                                         | 46 089             |
| 9    | Renault                        | automobiles                                                 | 36 336             |
| 10   | Groupe Casino                  | distribution                                                | 31 857             |
| 11   | Saint-Gobain                   | matériaux, emballages                                       | 30 274             |
| 12   | Veolia Environnement           | traitement des eaux, déchets, services aux collectivités    | 30 078             |
| 13   | Auchan                         | distribution                                                | 27 562             |
| 14   | Pinault-Printemps-Redoute      | distribution                                                | 27 375             |
| 15   | Publicis Groupe                | communication                                               | 24 751             |
| 16   | Bouygues                       | BTP, télécommunications, médias, services aux collectivités | 22 247             |
| 17   | SNCF                           | transports                                                  | 22 176             |
| 18   | Alstom                         | énergie, transport                                          | 21 351             |
| 19   | Aventis                        | pharmacie                                                   | 20 622             |
| 20   | Airbus industrie               | aéronautique                                                | 19 500             |
| 21   | CNP Assurances                 | assurance                                                   | 18 360             |
| 22   | VINCI                          | BTP                                                         | 17 553             |
| 23   | La Poste                       | courrier, banque, services financiers                       | 17 331             |
| 24   | Orange                         | télécommunications, téléphonie mobile                       | 17 085             |
| 25   | BNP Paribas                    | banque                                                      | 16 793             |
| 26   | Alcatel                        | télécommunications, Internet                                | 16 547             |
| 27   | Crédit agricole                | banque, assurance                                           | 15 727             |
| 28   | Michelin                       | pneumatiques                                                | 15 645             |
| 29   | AGF                            | assurance                                                   | 15 400             |
| 30   | Gaz de France                  | distribution de gaz domestique                              | 14 546             |
| 31   | Société générale               | banque                                                      | 14 454             |
| 32   | Danone                         | alimentation                                                | 13 555             |
| 33   | Veolia Water                   | services aux collectivités                                  | 13 300             |
| 34   | Havas                          | communication                                               | 13 256             |
| 35   | Lagardère                      | hautes technologies, communication, défense                 | 13 216             |
| 36   | Air France                     | transport aérien                                            | 12 687             |
| 37   | Groupama                       | assurance                                                   | 11 893             |
| 38   | Thales                         | électronique, défense                                       | 11 105             |
| 39   | Thomson                        | électronique grand public                                   | 10 187             |
| 40   | Valeo                          | automobiles                                                 | 9 700              |
| 41   | Schneider Electric             | matériel électrique                                         | 9 061              |
| 42   | Generali France                | assurance                                                   | 8 312              |
| 43   | Areva                          | nucléaire, combustible, traitement                          | 8 265              |
| 44   | Lagardère Media                | presse, radio, télévision                                   | 8 095              |
| 45   | Groupe Crédit mutuel-CIC       | banque et assurance                                         | 7 969              |
| 46   | Air liquide                    | chimie, gaz industriels                                     | 7 900              |
| 47   | Colas                          | travaux routiers                                            | 7 611              |
| 48   | Esso-SAF                       | pétrole, raffinage, distribution                            | 7 468              |
| 49   | Rexel                          | matériel électrique                                         | 7 374              |
| 50   | VINCI Construction             | bâtiment, travaux publics                                   | 7 068              |
| 51   | Cegetel                        | télécommunications                                          | 7 066              |
| 52   | Shell-France                   | raffinage, distribution                                     | 6 965              |
| 53   | Écureuil Vie                   | assurance vie                                               | 6 908              |
| 54   | Eiffage                        | construction                                                | 6 848              |
| 55   | Crédit lyonnais                | banque                                                      | 6 762              |
| 56   | Sonepar                        | matériel électrique                                         | 6 600              |
| 57   | Caisse d'épargne               | banque                                                      | 6 583              |
| 58   | CGEA Onyx                      | transport, propreté, environnement                          | 6 007              |
| 59   | SFR                            | téléphonie mobile                                           | 5 970              |
| 60   | BP France                      | pétrole, raffinage, distribution                            | 5 965              |
| 61   | Bouygues Construction          | BTP                                                         | 5 827              |
| 62   | STMicroelectronics             | composants électroniques                                    | 5 796              |
| 63   | Banque populaire               | banque                                                      | 5 748              |
| 64   | Lactalis                       | produits laitiers                                           | 5 670              |
| 65   | Bolloré Investissement         | industrie, transport, conditionnement                       | 5 472              |
| 66   | Hewlett-Packard-France         | électronique, informatique                                  | 5 351              |
| 67   | Eurovia                        | travaux routiers                                            | 5 205              |
| 68   | Dexia                          | banque                                                      | 5 165              |
| 69   | Sogécap                        | assurance vie et capitalisation                             | 5 028              |
| 70   | Caisse des dépôts              | institution financière publique                             | 4 785              |
| 71   | Hachette Distribution Services | presse                                                      | 4 923              |
| 72   | Assurances du Crédit mutuel    | assurance                                                   | 4 728              |
| 73   | Crédit mutuel                  | banque coopérative et mutualiste                            | 4 708              |
| 74   | Aviva                          | vie, dommages et gestion d'actifs                           | 4 600              |
| 75   | Bolloré                        | papiers, transport                                          | 4 481              |
| 76   | Nestlé France                  | alimentation                                                | 4 386              |
| 77   | Nexans                         | câbles électriques                                          | 4 302              |
| 78   | Cogema                         | combustible nucléaire                                       | 4 000              |
| 79   | IBM France                     | informatique                                                | 3 962              |
| 80   | Bongrain                       | industrie laitière                                          | 3 942              |
| 81   | Eiffage Construction           | BTP                                                         | 3 510              |
| 82   | Philips-France                 | électronique                                                | 3 489              |
| 83   | CGEA Connex                    | transport                                                   | 3 427              |
| 84   | Spie                           | BTP                                                         | 3 423              |
| 85   | Siemens-France                 | électrotechnique, hautes technologies                       | 3 400              |
| 86   | Geodis                         | transport, logistique                                       | 3 250              |
| 87   | Altadis                        | tabacs, allumettes                                          | 3 182              |
| 88   | VINCI Énergies                 | installations électriques                                   | 3 043              |
| 89   | Schneider Electric Industries  | matériel électrique                                         | 3 021              |
| 90   | Legrand                        | matériel électrique                                         | 2 970              |
| 91   | RATP                           | transports urbains                                          | 2 904              |
| 92   | Union In Vivo                  | négoce de céréales                                          | 2 834              |
| 93   | Soufflet                       | négoce de céréales                                          | 2 682              |
| 94   | TF1                            | télévision                                                  | 2 655              |
| 95   | Gefco                          | commissionnaire de transports                               | 2 646              |
| 96   | CMA-CGM                        | transport maritime                                          | 2 512              |
| 97   | Sodiaal                        | produits laitiers                                           | 2 474              |
| 98   | AMEC SPIE                      | services multitechniques                                    | 2 376              |
| 99   | France Télévisions             | télévision                                                  | 2 282              |
| 100  | Saipem (ex-Bouygues offshore)  | ouvrages maritimes                                          | 2 178              |